# هير كريشنا كونار
هير كريشنا كونار (بالبنغالية: হরেকৃষ্ণ কোঙার، بالأحرف اللاتينية: Harēkr̥ṣṇa kōṅāra؛ 5 أغسطس 1915 - 23 يوليو 1974)، كان ثوريًا ماركسيًا هنديًا وناشطًا راديكاليًا وسياسيًا شيوعيًا. كان كونار عضوًا مؤسسًا في الحزب الشيوعي الهندي (الماركسي)، وهو الزعيم الذي بدأ أولى إصلاحات الأراضي والإصلاحات الزراعية في الهند بالإضافة إلى أنه كان المهندس الرئيسي لتوزيع الأراضي والأملاك في ولاية البنغال الغربية. في ثلاثينيات القرن الماضي، نُفي كونار إلى السجن الخلوي لمدة 6 سنوات في عمر 18 عامًا لصنعه أسلحة وقنابل لصالح مجموعة جوغانتار، وشارك في السجن في الإضراب الأول عن الطعام، وأسس التجمع الشيوعي في عام 1935 وقاد الإضراب التاريخي الثاني. كان كونار مرشدًا لمقاتلي الحرية مثل باتوكيشوار دوت وشيف فيرما وساكيندرا ناث سانيال وغانيش غوش ... إلخ.

## بدايات حياته (1915-1938)

### نشأته وتعليمه (1915-1932)
وُلد هير كريشنا كونار لعائلة من الطبقة المتوسطة العليا وكان الابن الأكبر لسارات تشاندرا كونار وساتيابالا ديفي. كان والده رجل أعمال ومالكًا لقرية كامارغوريا. ولد في 5 أغسطس 1915 في قرية كامارغوريا، التابعة لمركز شرطة راينا في منطقة باردهامان في البنغال في الهند البريطانية. درس في مدرسة كامارغوريا الابتدائية حتى الصف الرابع. انتقل إلى قرية ميماري الواقعة في راداكانتوبور الجنوبية في سن مبكرة مع والده ووالدته وبدأ تعليمه هناك. في عام 1930، كان كونار يدرس في فيدياساغار سمريتي فيدياماندير في ميماري في الفصل رقم 9، وكانت حركة ساتياغراها مستمرة في جميع أنحاء البلاد، التقى هو ووالده سارات شاندرا كونار حينها بزعيم مؤتمر بوردوان المدعو بينوي تشودري الذي مثل الشخصية الأبرز في لجنة مؤتمر بوردوان. كشف الرفيق كونار آنذاك لوالده أنه يريد أيضًا الانضمام إلى حزب مؤتمر بردوان وكذلك حركة الاستقلال الهندية، لكن والده عارض انضمامه للحزب ولم يسمح له بينوي تشودري أيضًا بالانضمام وعاد في ذلك اليوم. لكنه سرعان ما خالف كلمة والده ليجمع المال من أجل قضية النضال الثوري. كان حب الوطن الأم راسخًا في كيانه لدرجة دفعته إلى الانضمام إلى حركة الاستقلال الهندية دون مشورة أي فرد من عائلته وتسيب من المدرسة ليشارك في حركة العصيان المدني الهندي في سن الخامسة عشرة واعتُقل في 6 أبريل 1930 بسبب إلغاء المهاتما غاندي لقانون مسيرة الملح. سُجن آنذاك لمدة 6 أشهر، التقى في السجن مرة أخرى مع بينوي تشودري وساروج موخيرجي اللذين أُدينا بنشاط قضية تفجير أنوشيلان ساميتي، اقترح تشودري حينها على كونار الانضمام إلى الحركة الثورية بدلًا من دعم حركة اللاعنف. بعد إطلاق سراحه من السجن في أكتوبر 1930، بدأ في بالترويج لفكرة أن استخدام أيديولوجية أهيمسا والغاندية لن تمكن بلادهم أبدًا من الحصول على بورنا سواراج (إعلان الاستقلال)، إذ يجب أن تمتلك أسلحة وقنابل للقتال مباشرة ضد الإمبراطورية البريطانية. كان والده سارات تشاندرا كونار متوترًا بشأن أنشطة هير كريشنا كونار الثورية ضد الحكم البريطاني، لذلك أخذه إلى كلكتا لإبقائه بعيدًا عن الأنشطة الثورية وحركات الاستقلال الهندي. في عام 1931، سجله والده في كلية بانغاباسي التابعة لجامعة كلكتا، لكن حب الرفيق كونار للوطن الأم الهند كان عميقًا لدرجة منعته من التركيز في دراسته وانضم إلى حزب جوغانتار الثوري بعد عدة أشهر من التحاقه بالكلية وشكل مجموعة سياسية سرية في كلكتا. كانت مجموعته جزءًا من جماعة جوغانتار في كلكتا، وتشكلت هذه المجموعة لإنتاج وتصنيع الأسلحة والقنابل وتزويد ثوار جوغانتار من أنوشيلان ساميتي بالسلاح. بعد عام واحد من الأنشطة الثورية السرية، اعتُقل من قبل البريطانيين وضباطهم في 15 سبتمبر 1932 بعمر 18 عامًا أثناء دراسته للبكالوريوس في الاقتصاد من كلية بانجاباسي التابعة لجامعة كلكتا.

### أيديولوجيته السياسية
ادعى هير كريشنا كونار أنه اعتنق أفكار القومية منذ صغره ولهذا السبب زُج به في سجن أليبور في سن 15 لأنه كان مرتبطًا ارتباطًا مباشرًا بحركة العصيان المدني في الهند. نُقل إلى السجن بعد ذلك لانضمامه إلى الحركة المتطرفة في الهند. قال الرفيق هير كريشنا كونار إن ساتيش باكراشي وشيف فيرما لعبا دورًا مهمًا في مسيرته الماركسية لأنهما علماه الشيوعية والاشتراكية والماركسية في السجن الخلوي وبنى مطالبه بناءً على دروسهما. انجذب إلى الفكر الشيوعي وأنشأ في السجن منظمة للاستقلال الهندي والشيوعية أطلق عليها التوحيد الشيوعي.
قال إنه تأثر بفلسفة كارل ماركس وفريدريك إنجلز والزعيم المؤثر فلاديمير لينين. بعد تأسيس الحزب الشيوعي الهندي (الماركسي)، سعى الرفيق هير كريشنا كونار إلى البدء بالإصلاح الزراعي الأول في الهند وتوزيع أراضي البلاد بأكملها لتُقسم بالتساوي بين الفقراء والأغنياء دون تمييز، وتركز فكره على جعل الفلاحين والمزارعين حكامًا الدولة بدلًا من الرأسماليين وكان معارضًا تمامًا لملكية الأراضي الخاصة، لهذا السبب سن قانونًا لتحديد ملكية الأراضي الخاصة خلال فترة عمله وزيرًا للأراضي في الهند في ولاية البنغال الغربية، حدد القانون سقف الملكية بنحو 70-90 بيغا لكل أسرة، وطُبق هذا القانون من أوائل عام 1968 حتى وصول الجبهة اليسرى إلى السلطة في ولاية البنغال الغربية عام 2011. قال أيضًا إنه في البداية كان مؤمنًا بالأيديولوجية الماوية، ولكن بعد معرفة أفكار ماو تسي تونغ بدأ يؤمن بالفكر الماركسي اللينيني. يعتقد الشعب أن الرفيق هير كريشنا كونار كان أول من آمن بـ «الاشتراكية العلمية» في الهند وهو أيضًا أبو إصلاح الأراضي في الهند لأن المسألة المحيرة الرئيسية في إصلاح الأراضي كانت مصادرة الأراضي من كبار الملاك في البنغال الغربية، وجرى ذلك تحت قيادة كير كريشنا كونار، وكان يقول دائمًا إن مصادرة الأرض من الملاك يتطلب عملية واحدة فقط وهي غسل الدماغ، إذ إن الاستيلاء على الأراضي بالقوة سوف يعطي انطباعًا سيئًا عن الشيوعية وسوف توصم بالفاشية ما لم يُستخدم غسل الدماغ، لذلك قام كونار بإصلاح الأراضي عبر غسل الأدمغة، وبالتالي كان فكر الرفيق هير كريشنا كونار السياسي الرئيسي هو الماركسية والشيوعية.

## وفاته وإرثه

### وفاته
كانت وفاة هير كريشنا كونار خسارة كبيرة للحزب الشيوعي الهندي (الماركسي)، وذلك في 23 يوليو 1974 في كلكتا عن عمر ناهز 58 عامًا، توفي السياسي الأسطوري بسبب مرض السرطان. لن تُنسى تضحيته من أجل الحزب الشيوعي الهندي (الماركسي) أبدًا. أقامت حكومة ولاية البنغال الغربية جنازة رسمية وكان تجمع جنازة هير كريشنا كونار رابع أكبر تجمع جنائزي في الهند. جاء ملايين الأشخاص من كل جزء من الهند وحضر مسيرة جنازته زعماء وطنيون أمثال إنديرا غاندي وهاركيشان سينغ سورجييت وبي تي راناديف وأيه كيه غوبالان و إي إم إس نامبوديريباد وعدة آخرون من الممثلين الدوليين عن كوريا الشمالية وفيتنام والصين والاتحاد السوفييتي.

### إرثه
سمي المقر الرئيسي للحزب الشيوعي الهندي (الماركسي) كيسان سابها لعموم الهند في ولاية البنغال الغربية باسمه «المبنى التذكاري لهير كريشنا كونار». سُمي أيضًا شارع في كلكتا باسم «طريق هير كريشنا كونار» بالإضافة إلى طريق آخر في دورجابور في ولاية البنغال الغربية، إذ أطلق عليه اسم «هير كريشنا كونار ساراني». سمي جسر في مدينة ميماري شبه الحضرية في ولاية البنغال الغربية الهندية باسم «هير كريشنا كونار سيتو»، وسُميت مكتبة ريفية ترعاها الحكومة في مسقط رأس هير كريشنا كونار في قرية كامارغوريا بولاية غرب البنغال الهندية على اسمه «هيركريشنا كونار سمريتي باثاجا».